# Litaneutria ocularis
Litaneutria ocülaris es una especie de mantis de la familia Mantidae.

## Distribución geográfica
Se encuentra en México y Texas.